# Oberheimbach
Oberheimbach es un municipio situado en el distrito de Maguncia-Bingen, en el estado federado de Renania-Palatinado (Alemania). Tiene una población estimada, a mediados de 2023, de 546 habitantes.
Está integrado en la mancomunidad de municipios (verbangemeinde) de Rhein-Nahe.
Se localiza cerca de la orilla izquierda del río Rin, del río Nahe —afluente del Rin por su margen izquierda— y de la ciudad de Maguncia.